# Occultazione

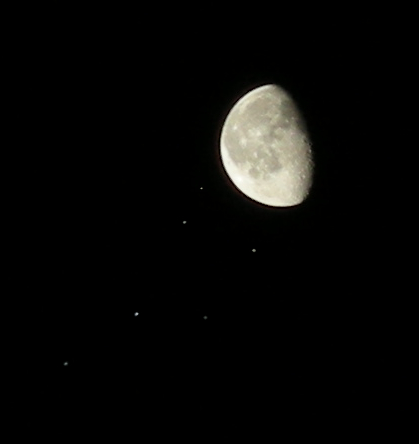
La Luna prossima a occultare le Pleiadi

Occultazione di Saturno da parte della Luna il 2 novembre 2001 ripresa con un telescopio amatoriale

Una occultazione è essenzialmente una eclissi di un corpo celeste prodotta dal passaggio di un qualsiasi altro corpo celeste tra esso e l'osservatore.
Se nel linguaggio comune i termini "eclissi" e "occultazione" sono sinonimi, in quello astronomico è necessaria una definizione più stringente. La definizione ufficiale di occultazione è quella riportata nel testo normativo Explanatory Supplement to The Astronomical Almanac: l'occultazione è l'oscuramento di un corpo celeste da parte di un altro di maggiore diametro apparente: in modo speciale è il passaggio della Luna davanti a una stella o a un pianeta, oppure è la scomparsa di un satellite dietro al disco del suo primario. Se la principale sorgente di illuminazione di un corpo riflettente è interrotta dall'occultazione, il fenomeno è anche chiamato eclissi. L'occultazione del Sole da parte della Luna è una eclissi solare.
In astronomia si usa correntemente il termine occultazione quando il corpo celeste più vicino appare all'osservatore molto più grande di quello distante, che viene completamente nascosto per un tempo inversamente proporzionale alla velocità angolare e direttamente proporzionale al diametro e alla traiettoria del corpo occultante.
Si usa invece il termine transito quando l'oggetto più vicino appare all'osservatore molto più piccolo di quello distante e, prospetticamente, transitante sulla superficie di quello più distante per chi osserva. Ad esempio si parlerà di transito quando Mercurio oppure Venere sembreranno attraversare la superficie del disco solare.

## Importanza scientifica
Le occultazioni forniscono molte informazioni agli astronomi. Tra le applicazioni principali vi sono:
- la misurazione precisa delle orbite: conoscendo la posizione della stella occultata, dall'istante preciso dell'inizio o della fine dell'occultazione si può risalire alla posizione precisa in cielo del corpo occultante;
- la determinazione della forma del corpo occultante: nel caso dei pianetini e specialmente della Luna, l'istante dell'occultazione definisce di fatto il raggio apparente del corpo occultante. Misurando con cura le dimensioni dei pianetini e avendo a disposizione un valore attendibile di magnitudine assoluta H si ricava immediatamente anche una determinazione dell'albedo;
- la misura dei diametri delle stelle. L'idea di usare le occultazioni come "metro" per calcolarne i diametri la si deve a Arthur Eddington il quale, nel 1909, evidenziò che una occultazione altro non è che un fenomeno di diffrazione; ipotizzando di osservare lungo il filo di una lama rettilinea, egli calcolò le distanze dei massimi di luce e delle frange di interferenza. Le attuali curve di luce delle stelle che si ottengono durante le occultazioni, derivano proprio dall'idea originale di Eddington.
- La ricerca di stelle doppie spettroscopiche nella fascia zodiacale. La prima doppia spettroscopica scoperta col metodo delle occultazioni lunari avvenne il 22 ottobre 1899 da parte dell'astronomo C. W. Hough, il quale dal Dearborn Observatory di Evanston, nell'Illinois, scoprì la compagna di nona magnitudine della stella τ Tau utilizzando un telescopio rifrattore da 18,5 pollici. La notizia della scoperta fu data dal The New York Times in data 11 dicembre 1899.
- Le osservazioni dell'atmosfera del corpo occultante: se, per esempio, un pianeta occulta una stella, questa non scomparirà all'improvviso, ma diminuirà la sua luminosità in modo graduale; il fenomeno è registrabile per mezzo di fotometri ad alta velocità (analisi quantitativa). Utilizzando degli spettroscopi è anche possibile determinare la composizione chimica di quella atmosfera stellare (analisi qualitativa).

## Affinità e differenze rispetto alle eclissi
Una occultazione è simile sotto molti aspetti a una eclissi solare. Tuttavia i raggi di luce che ci provengono dalle stelle sono reciprocamente paralleli, quindi l'ombra proiettata dalla Luna durante una occultazione non è conica come nelle eclissi di Sole, bensì cilindrica con un diametro costante. Inoltre non sussiste una distinzione fra ombra e penombra. Siccome l'ombra della Luna prodotta dalla luce della stella è ampia quanto la Luna medesima (circa un quarto del diametro terrestre) ne consegue che una qualunque occultazione non può interessare, cioè non può essere osservata, da tutti i luoghi terrestri anche se in essi la Luna è al di sopra dell'orizzonte. Per quanto esposto se ne deduce che le occultazioni sono sempre ascrivibili fra i fenomeni topocentrici, cioè riferiti, ovvero, collegati a una specifica località terrestre.
L'assenza di una atmosfera lunare fa sì che una stella scompaia o riappaia dietro al bordo lunare in modo brusco: gli eventuali "brillamenti" talora osservati al telescopio possono essere dovuti al particolare angolo (comunemente detto angolo di posizione PA, oppure angolo di intacco al bordo) che il vettore del moto lunare compie in direzione della stella. Tale stella potrebbe dapprima essere nascosta da un monte lunare, ed in seguito riapparire in una valle per una frazione di secondo e ciò causerebbe il “brillamento”. Altra causa dei suddetti "brillamenti" potrebbe consistere nel fatto che la stella è in realtà un sistema doppio, per cui è come se si assistesse a una occultazione multipla in una brevissima sequenza temporale.
La fascia, (detta anche corridoio d'ombra) entro la quale si può osservare una occultazione può essere larga molte centinaia di chilometri, mentre nel caso delle eclissi di Sole, la larghezza massima è sempre minore di 300 km, ma più sovente misura solo poche decine di chilometri e anche meno.

### Profilo vero e profili teorici del bordo della Luna

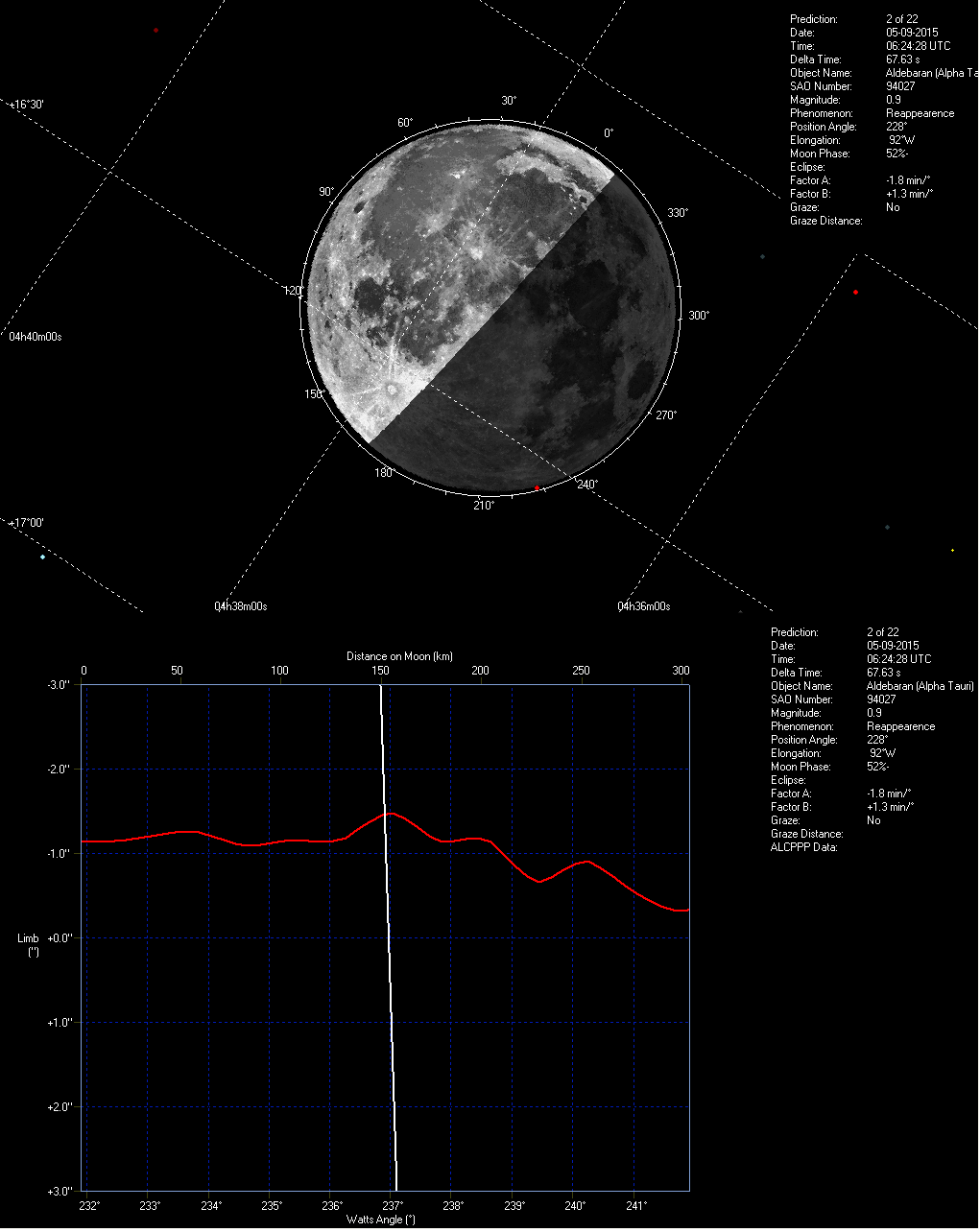
Esempio di applicazione delle Carte digitalizzate di Watts (nell'immagine un grafico semplificato per uso didattico) al profilo teorico lunare relativo all'occultazione di Aldebaran del 5 settembre 2015

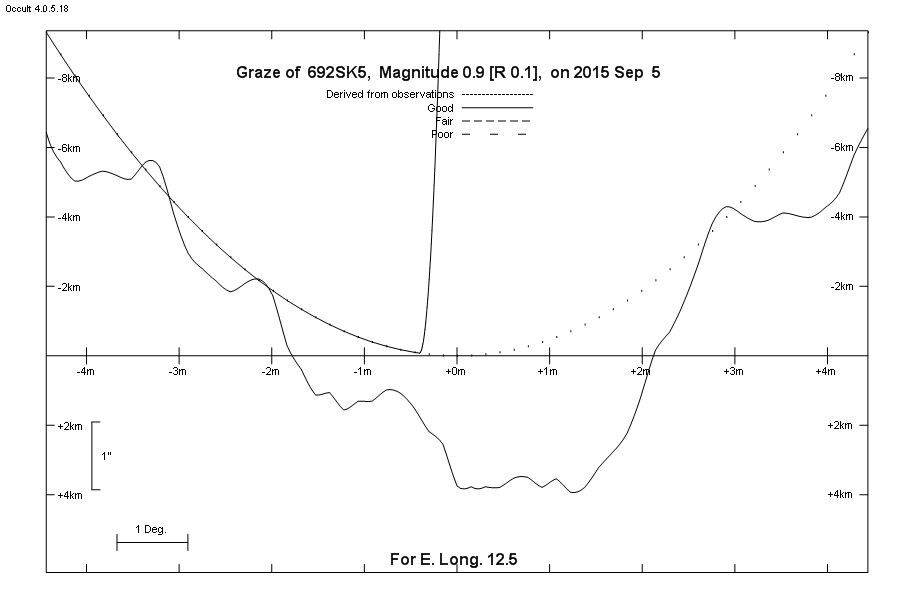
Profilo teorico curvilineo sovrapposto al profilo verosimile della Luna ottenuto con un programma professionale applicando le Carte di Watts all'inizio del ciclo di occultazioni di Aldebaran visibili a partire dal 5 settembre 2015

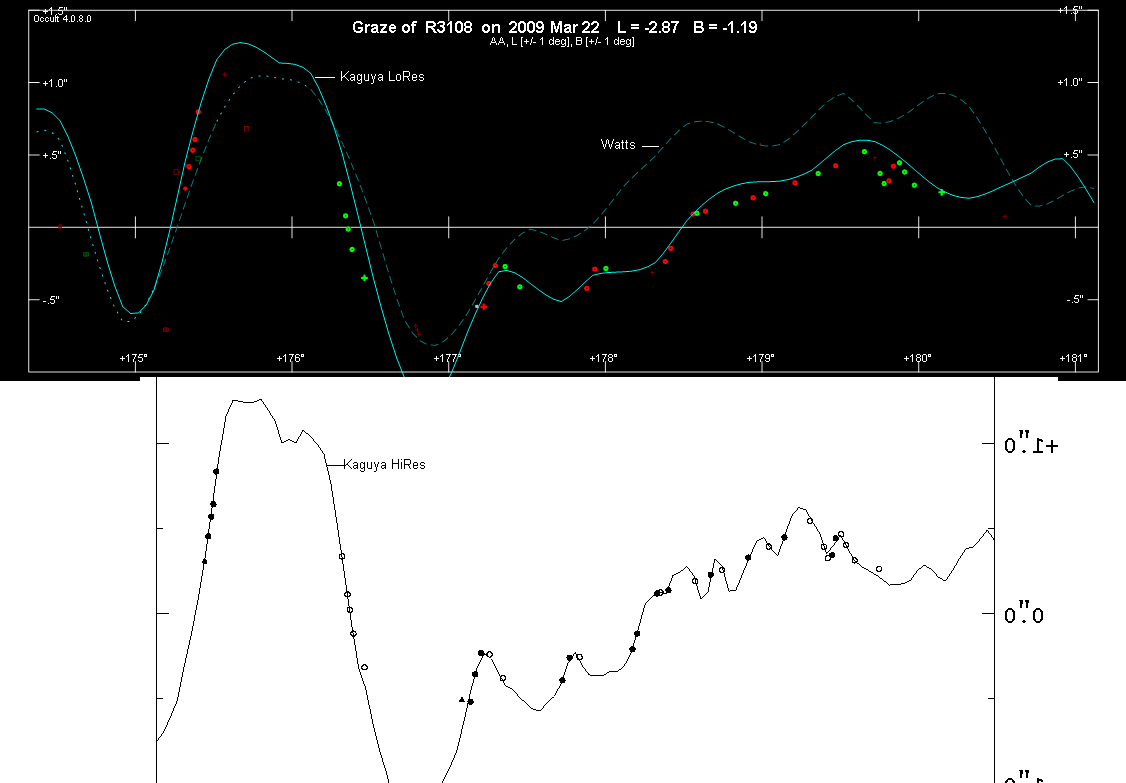
Confronto fra il profilo altimetrico "digitale" del bordo della Luna ottenuto prima con le Carte di Watts e poi con quelle più recenti e accurate della missione Kaguya, in alta e bassa risoluzione

A differenza delle eclissi solari, non esistono le occultazioni parziali: una occultazione è totale oppure radente. La definizione di occultazione radente è inscindibile dalla completa conoscenza del vero profilo della Luna il quale dipende da vari fattori fra i quali la librazione topocentrica che, in quanto tale, è valida solo per poche decine di metri all'intorno del punto di calcolo. Le carte che descrivono il profilo lunare sono miglioramenti di quelle dovute a Chester B. Watts pubblicate nel 1963: si tratta di una serie di 1800 carte che descrivono il lembo lunare con una accuratezza di circa 0,2". Dal momento che tali carte non rappresentano il vero profilo della Luna, se ne conclude che non esiste una definizione rigorosa di occultazione radente. Una definizione semplificata asserisce che in un dato luogo terrestre potrebbe esistere un istante t per il quale la minima distanza fra il centro di figura della Luna e la stella eguaglia il suo semidiametro angolare topocentrico.
Nella primavera del 2009 i responsabili della IOTA hanno reso noto che la missione spaziale SELENE ha permesso di ottenere misure delle asperità al bordo della Luna sensibilmente più accurate di quelle ottenibili per mezzo delle carte di Watts. I direttori scientifici della IOTA, Dave Herald e Mitsuru Soma, tramite l'omonima mailing list, hanno successivamente dichiarato che il nuovo database del profilo altimetrico del bordo lunare (reso accessibile nella prima settimana di novembre 2009) consta esattamente di 13 267 800 dati di punti. Inoltre tale nuovo profilo, dichiara Dave Herald, mette fine alla mancanza di copertura nella regione di Cassini, tipica dei dati di Watts, oltre a sanare varie discordanze nei dati delle altezze lunari. Testualmente: (This dataset gets rid of the classic problems with eth (sic) Watts data - namely the lack of coverage in the Cassini region, and various height discrepancies in the data. (Circolare IOTA diramata il giorno 11 novembre 2009, 14:55 CET).
L'intero gruppo di dati grezzi (cioè non elaborati per un uso immediato da parte di uno specifico software) di altimetria lunare ottenuto dalla missione SELENE, ha una dimensione di 1,56 GB ed è gratuitamente disponibile in internet collocato in un archivio ftp.

### La durata delle occultazioni
La massima durata possibile della fase anulare di una eclissi solare non dovrebbe eccedere 12 minuti e 30 secondi (circa), mentre la totalità non dura oltre i 7 minuti. Le occultazioni lunari invece possono raggiungere e superare i 40 minuti dipendendo tale durata dalla velocità angolare della Luna. Per le occultazioni asteroidali la possibile durata varia da una frazione di secondo ad alcune decine di secondi e ciò è dovuto in parte alla velocità angolare dell'asteroide e in parte alle sue dimensioni angolari viste dal luogo di osservazione.

### Peculiarità dei calcoli di previsione
Il metodo di calcolo delle occultazioni lunari è il medesimo delle eclissi solari che fa uso del metodo rigoroso dovuto a Bessel, sebbene sia stato dimostrato come sia possibile ottenere risultati interessanti ricorrendo a metodi semplificati, più brevi e idonei a piccoli calcolatori o comunque quando non è necessaria l'applicazione delle Carte di Watts in formato digitale o dei più recenti profili altimetrici ottenuti con la missione spaziale SELENE.
Sempre quando non è indispensabile tenere conto della cartografia lunare, le coordinate equatoriali della Luna possono prendersi con minore precisione. Tenuto conto che la velocità angolare media della Luna è approssimativamente di 0,55"s−1 e che le massime depressioni angolari, viste dalla Terra, valgono -3,20" mentre le massime altezze ammontano a +3,18" si evidenzia che la Luna impiega circa 12 secondi a percorrere l'intero dislivello. In genere gli almanacchi professionali forniscono i tempi arrotondati al decimo di minuto (ovvero 6 secondi) per una specifica località.
Per il calcolo delle occultazioni asteroidali assistiamo a un paradosso: da una parte è importante definire (ovvero conoscere l'entità degli scarti) sia i tempi e sia il tracciato del corridoio d'ombra sul planisfero terrestre con la massima precisione, mentre dall'altro si dispone di una non perfetta conoscenza degli elementi orbitali dei pianetini. In tale contrastante situazione il metodo di calcolo adottato nella pratica quotidiana consiste nel risolvere il problema in modo più informale rispetto al metodo rigoroso di Bessel, e cioè facendo affidamento su un numero sufficiente di partecipanti alle osservazioni, così da minimizzare le approssimazioni introdotte nei calcoli. Questo è uno dei motivi per cui le occultazioni asteroidali sono fenomeni più aleatori da seguire ma di massimo interesse scientifico.

### Requisiti di accuratezza nelle coordinate del sito osservativo
La IOTA stabilisce i seguenti valori che devono essere soddisfatti nella determinazione delle coordinate del sito osservativo.
- Occultazioni totali:  ±0,5" (±15 metri)
- Occultazioni radenti:  ±0,3" (±10 metri)
- Occultazioni asteroidali:  ±3" (± 100 metri)
- Eclissi di Sole:  ±0,5" (±15 metri)
- Quote (elevations):  ± 15 metri (quota vera misurata sul geoide)[9][10]

All'interno del documento citato, la IOTA sottolinea che è molto importante l'accurata determinazione della posizione del punto e ancor più lo è la base del tempo (di solito ottenuta tramite un cronometro oppure un orologio radiocontrollato): ancor di più, persino, che la rilevazione dell'istante di contatto apparente del pianeta con la stella.
Le coordinate dovranno essere di tipo ellissoidico (esclusa la quota che sarà riferita al geoide) e coerenti (utilizzando modelli unici e perciò con un unico datum preferibilmente il WGS84 elaborato dai satelliti artificiali). Le conversioni infra datum sono indispensabili per relazionare le coordinate del punto materiale, dedotte tramite satelliti artificiali, con la cartografia a disposizione qualora quest'ultima sia riferita a un differente ellissoide di rotazione. Inoltre la IOTA precisa che le coordinate dedotte, ovvero note, utilizzando metodi astronomici (osservazioni di stelle al posto di triangolazioni terrestri o trilaterazioni satellitari) non possono essere combinate con altri datum perché sono sconosciuti gli "errori" (errors nel testo originale) rispetto ad altri sistemi di coordinate.

### Previsioni delle occultazioni ed effetti della rotazione della Terra
| Anno      | Incertezza (tempo) | Incertezza (longitudine) |
| --------- | ------------------ | ------------------------ |
| 1500 a.C. | circa 900 s        | circa 4°                 |
| 400 a.C.  | circa 420 s        | circa 2°                 |
| 1000 d.C. | circa 80 s         | circa 20'                |
| 1600 d.C. | 30 s               | 7',5                     |
| 1700 d.C. | 5 s                | 75"                      |
| 1800 d.C. | 1 s                | 15"                      |
| 1900 d.C. | 0,1 s              | 1",5                     |

Secondo una stima di Stephenson e Holder resa nota nel 1986 all'interno del loro lavoro Atlas of Historical Eclipse Maps: East Asia 1500 BD - AD 1900 pubblicato dalla "Cambridge University Press" il valore (noto o calcolabile) del DeltaT comporta delle incertezze sia nei tempi dell'evento (misurato nella scala di tempo terrestre) e sia nella sua effettiva posizione sulla superficie della Terra esprimibile secondo la tabella a lato.
La tabella indica in modo drammatico come, per esempio, ad un errore di stima del ΔT di 1 secondo corrisponda, sulla superficie della Terra, uno spostamento del corridoio dell'ombra della Luna o dell'asteroide di un arco terrestre di 15" in direzione est od ovest. Se l'ombra risultasse prossima all'equatore ciò comporterebbe uno spostamento del reale luogo dell'occultazione (rispetto a quello teorico dei calcoli) di circa mezzo chilometro a est o a ovest. L'aspetto eminentemente pratico consiste nel fatto che se lo studioso deve pianificare una osservazione di occultazione radente essa potrebbe non essere affatto osservabile dal luogo stimato a causa, appunto, di una imperfetta conoscenza del vero valore del ΔT. Nel caso poi in cui si verificasse una occultazione di brevissima durata e sotto particolari angoli secanti i meridiani terrestri (il caso di un'ombra che intersechi perpendicolarmente i meridiani della Terra è un caso speciale), l'occultazione potrebbe addirittura non essere vista dalla superficie della Terra.

### Previsioni regionali e nazionali di occultazioni asteroidali
Con il termine previsioni regionali si intendono quelle previsioni, calcolate con circa 1 anno di anticipo sull'effettivo svolgimento dei fenomeni, che interessano un intero continente, per esempio quello europeo; mentre le previsioni nazionali riguardano i calcoli fatti e valevoli solo per una specifica nazione. In genere, ma non sempre, le previsioni regionali e nazionali sono dei semplici estratti o adattamenti delle previsioni effettuate su scala mondiale da Edwin Goffin e da Steve Preston, i due massimi studiosi di occultazioni asteroidali.
La sezione europea della IOTA cura e pubblica (2008) le previsioni generali per Europa, nord Africa e Medio Oriente per mezzo delle soluzioni numeriche e grafiche del matematico Edwin Goffin, raccolte nei suoi classici file originali in formato pdf. In Francia si segnalano per completezza e varietà di approfondimenti ma soprattutto per originalità (infatti non sono riproposte le previsioni di Goffin e Preston bensì un calcolo autonomo per mezzo del software WinOccult della IOTA) le previsioni dello studioso Erik Frappa. Benché esse siano riferite alla Francia vi sono varie occultazioni che potrebbero essere osservate anche dai Paesi limitrofi, Italia compresa.

## Frequenza e tipi di occultazioni
Le occultazioni sono un fenomeno che, in generale, si verifica in continuazione: la Luna e i pianeti nel loro movimento sulla sfera celeste occultano molto spesso le stelle e altrettanto dicasi dei satelliti medicei di Giove i quali vengono occultati ed eclissati dal pianeta stesso con regolarità. Con cadenza di 6 anni circa, inoltre, si può assistere ai fenomeni mutui tra i satelliti, ogni qualvolta che i loro piani orbitali (quasi complanari tra loro e al piano equatoriale di Giove) siano prossimi ad intercettare la Terra (per le occultazioni) e il Sole (per le eclissi). Solo in questo periodo, che dura alcuni mesi, essi si eclissano e si occultano reciprocamente. Anche altri corpi celesti (asteroidi, comete e pianeti) danno luogo a frequenti occultazioni, soprattutto se si tiene conto degli astri meno luminosi.

### Occultazioni lunari multiple

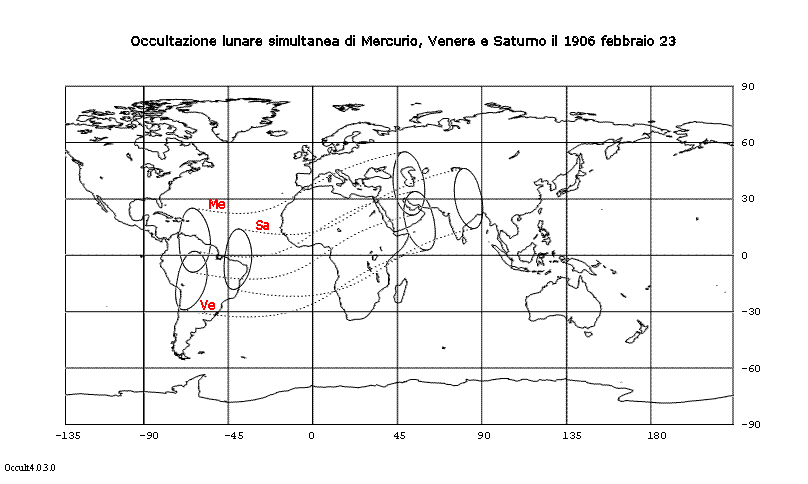
23 febbraio 1906: la Luna compie l'unica occultazione quasi simultanea tripla planetaria calcolabile fra l'anno -3000 e il +3000. Effemeride usata: DE406

Occultazioni che invece si verificano con una estrema rarità sono quelle che si è soliti indicare con l'espressione occultazioni lunari multiple che si verificano quando dietro al profilo della Luna vengono a trovarsi due o più pianeti. Indagini con programmi di calcolo ad hoc, hanno evidenziato che dall'anno 1400 d.C. al 2500 d.C. ci sono solamente una cinquantina di tali fenomeni. In un solo ed unico caso (nel periodo di tempo compreso fra il 3001 a.C. e il 3000 d.C. degli storici corrispondente al periodo fra il -3000 e il +3000 degli astronomi), si ebbe addirittura una occultazione tripla, quella del 23 febbraio 1906, quando dietro alla Luna vennero a trovarsi quasi simultaneamente Mercurio, Venere e Saturno. Il fenomeno fu osservabile, se si esclude il disturbo causato dalla luce solare, dalle coste atlantiche sudamericane fino al golfo Persico.

### Occultazioni planetarie mutue
Sono piuttosto rare anche le occultazioni planetarie mutue o reciproche (cioè fra pianeta e pianeta). Prendendo come limiti di tempo il periodo compreso fra l'anno 3000 a.C. e l'anno 3000 d.C., una recente indagine (2008) ha mostrato che solo 186 fenomeni - geocentrici - potrebbero essere possibili e tuttavia non tutti furono o saranno effettivamente visibili, dato che una parte di essi ebbe o avrà luogo durante le ore di luce.
Non esiste una legge di periodicità che aiuti la ricerca di questo tipo di occultazioni, per cui la scelta va compiuta manualmente. I secoli 18º e 30º dopo Cristo sono i più ricchi presentando ognuno di essi 7 di tali eventi. Nei 6 millenni esaminati con l'effemeride DE406, Plutone è previsto che abbia un'unica occultazione con Venere il 5 luglio +2678. Stante tuttavia le notevoli incertezze della datazione dei fenomeni nella scala di Tempo UT, gli istanti sono esclusivamente riferiti nella scala di Tempo TT che è uniforme per definizione.

#### Fenomeni recenti
Come si è detto nel paragrafo precedente, durante il periodo compreso fra l'anno -3000 e l'anno +3000 ci sono solo 186 fenomeni di tipo geocentrico. Geocentrico significa che prendendo una qualunque località a caso sulla superficie terrestre non si registreranno tutti i 186 fenomeni previsti dal calcolo ma solo una parte di essi a causa dello scostamento parallattico dovuto alla modesta distanza fra i pianeti e la Terra. Il calcolo va quindi concluso per le località di interesse. Le più recenti occultazioni fra pianeta e pianeta sono:
- 9 dicembre 1808 (Mercurio e Saturno)
- 3 gennaio 1818 (Venere e Giove); quindi una brusca interruzione[19] fino al
- 22 novembre 2065 (Venere e Giove)
- 15 luglio 2067 (Mercurio e Nettuno)

Con queste date di calendario, fornite a titolo di esempio, è possibile individuare in modo agevole le zone della Terra interessate dalle occultazioni per mezzo di speciali software.

### Occultazioni durante le eclissi

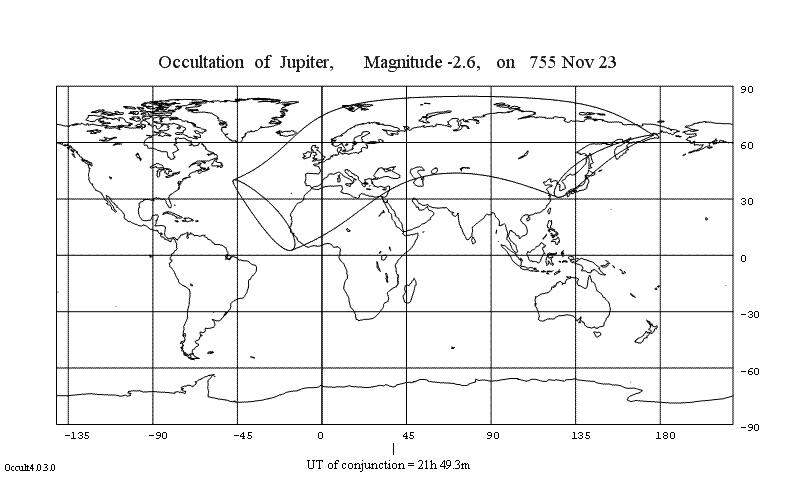
23 novembre 775: occultazione di Giove durante un'eclissi totale di Luna. Effemeride usata: DE406

Sono quelle occultazioni che si verificano in concomitanza di una qualunque eclissi (ma in genere limitate a quelle di Sole o di Luna viste dalla superficie terrestre) durante le quali una stella o un pianeta possono essere nascosti dalla Luna o dal Sole. In linea di massima passano inosservate perché l'attenzione e lo studio si concentra sul fenomeno più importante.
La previsione è molto laboriosa perché ci si trova di fronte a due fenomeni (eclissi e occultazioni) non proprio uguali. Il noto studioso e calcolatore di fenomeni astronomici Jean Meeus scrivendo sul periodico Sky and Telescope ha dichiarato che solo circa il 5% delle occultazioni calcolate saranno poi visibili in buone condizioni.
La ragione di questo numero limitato di valide osservazioni può essere facilmente compreso se si ricorda che mentre un'eclissi di Luna sarà vista da circa la metà dei punti del globo terrestre, un'occultazione avrà una fascia di osservabilità molto minore, pari al diametro della Luna (si osservino gli esempi grafici nella presente pagina) e quindi solamente un numero alquanto limitato di luoghi terrestri potrà godere del doppio fenomeno.
Alcuni studiosi effettuano una cernita scegliendo solo quelle occultazioni che avvengono durante la fase di totalità delle eclissi lunari oppure impostano un filtro per la minima magnitudine delle stelle se sono queste ultime ad essere previste: è evidente che con queste condizioni prefissate il numero di fenomeni si assottiglia ulteriormente rispetto a quello reale.

I pianeti che possono essere occultati durante un'eclissi di Luna sono: Marte, Giove, Saturno, Urano e Nettuno. Nel XXI secolo le uniche occultazioni di pianeti ben visibili dalla Terra durante le eclissi lunari saranno quelle di Urano il giorno 8 ottobre 2014 e l'8 novembre 2022 ma entrambe non osservabili dall'Italia.

#### Occultazioni durante le eclissi solari
Ancora più ridotte saranno le probabilità di osservare un'occultazione planetaria durante un'eclissi di Sole perché anzitutto la durata della totalità è sempre di pochi minuti contro un'ora per quelle occultazioni che avvengono lungo un diametro lunare. Al tempo stesso l'occultazione dovrà avvenire nell'esatto istante in cui si verifica la fase massima dell'eclissi allo scopo di poterne tentare l'osservazione. A questa prima condizione già estremamente rara a conseguirsi, va notato che l'area della fascia di totalità di una qualunque eclissi solare è molto più ridotta rispetto alle occultazioni lunari. Per tutti questi motivi le occultazioni di pianeti (e, a volte, di stelle luminose) durante le eclissi solari sono fenomeni rarissimi da osservare.
Questo tipo di occultazioni è talvolta indicato in astronomia col termine di antitransiti quando ad essere interessati sono i pianeti interni Mercurio e Venere. Gli antitransiti possono essere previsti anche al di fuori delle eclissi di Sole e in questo caso sono indicati col nome di occultazioni solari. Il loro interesse è comunque quasi nullo in campo astronomico. I matematici che calcolano questi fenomeni preferiscono modificare le condizioni di partenza del problema e cioè stabiliscono delle convenienti distanze di separazione angolare dal Sole, entro le quali dovrà trovarsi il pianeta, allo scopo di potere tentare una osservazione.

### Occultazioni che non possono avere luogo

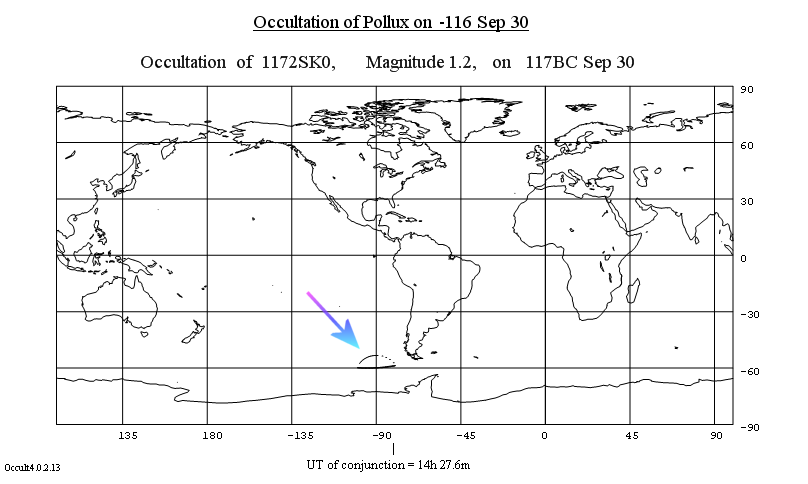
La Luna occulta la stella Pollux il 30 settembre dell'anno -116. La freccia indica la posizione del corridoio dell'ombra. Effemeride usata: DE406

A partire dall'inizio degli anni ottanta del Novecento con l'introduzione delle moderne effemeridi (la DE200 e poi le Teorie parigine VSOP82, ELP2000, e VSOP87), fu possibile rinvenire tracce di occultazioni lunari le quali non possono più avvenire. Vi fu un periodo storico nel quale certe stelle avevano una latitudine eclittica che non superava ±6° 21', un requisito indispensabile affinché una stella possa essere occultata dalla Luna. Fra queste stelle vi era Pollux: Pollux è posta a 6° 41' dall'eclittica e quindi non potrà mai essere occultata dal nostro satellite. Vi fu comunque nell'antichità una sua occultazione nell'anno -116, che ebbe luogo al largo della Terra del Fuoco. Se ciò avvenne lo si dovette alla combinazione del moto proprio della stella con quello di rotazione del piano dell'eclittica. Per ottenere l'immagine in questa pagina è stata utilizzata la recente effemeride DE413.

### Occultazioni geocentriche
A seconda del tipo di algoritmo utilizzato, alcuni software, durante l'esecuzione dei calcoli, sono in grado di proporre allo studioso dei risultati intermedi la cui utilità consiste nel fornire alcuni elementi di controllo per i calcoli successivi. Tra questi elementi vi sono le cosiddette occultazioni lunari geocentriche le quali vengono fornite dal computer dopo che il programma di previsione ha concluso la fase di ricerca dell'istante approssimativo della congiunzione in ascensione retta apparente (o in longitudine apparente) fra la Luna e le singole stelle. Il termine "geocentriche" indica che si tratta di occultazioni che verrebbero osservate solo se ci si trovasse al centro della Terra e se essa fosse di composizione trasparente ai raggi di luce.
Benché le occultazioni geocentriche siano occasionalmente elencate da alcune effemeridi vi è da notare che si tratta di fenomeni totalmente privi di senso astronomico. La loro ragion d'essere, oltre a quella sopra descritta e cioè d'ordine puramente computazionale, risiede più che altro nel fatto che una previsione geocentrica mostra che ci potrebbe essere una occultazione stellare per un luogo terrestre, ma senza tuttavia specificare dove e quando.

## Occultazioni asteroidali (o di pianetini)

### Caso generale
Quando un asteroide per effetto del suo moto proprio, unito con quello della Terra, intercetta la visuale compresa fra l'osservatore e una qualunque stella, si ha una cessazione apparente dell'emissione luminosa proveniente da quest'ultima. Il fenomeno è indicato con il nome di occultazione asteroidale. Stante però le piccole dimensioni dei pianetini il fenomeno sarà di breve durata, talvolta difficilmente apprezzabile a occhio nudo senza particolari strumenti (fotometri e videocamere). Chi osserva il fenomeno percepisce sempre un calo estremamente rapido della luminosità della stella in quanto i pianetini non hanno un'atmosfera gassosa come la nostra Terra: in molte circostanze la stella potrebbe manifestare un semplice e veloce calo di luminosità, non una totale cessazione di emissione, tale da renderla temporaneamente invisibile in alcuni telescopi.
Sulla Terra la larghezza della fascia (o corridoio) di oscurazione è molto limitata: nel caso in cui l'asteroide al momento dell'occultazione si trovasse allo zenit del luogo, tale fascia sarà ampia quanto il diametro dell'asteroide stesso, sebbene essa, di solito, è un po' più ampia. A differenza delle eclissi di Sole e di Luna in questo tipo di occultazioni non vi possono essere fasi di parzialità a causa delle dimensioni puntiformi delle stelle.
Le osservazioni degli istanti e della durata effettiva cronometrica delle occultazioni servono a determinare o a migliorare la conoscenza delle dimensioni degli asteroidi come pure, indirettamente, i loro elementi orbitali.

### Casi speciali
- Due o più asteroidi possono eclissarsi reciprocamente (fenomeno chiamato anche: occultazioni mutue);
- la Luna occulta uno o più asteroidi.

Nell'ultimo caso le coordinate dei corpi celesti vanno ridotte ad un medesimo riferimento poiché le posizioni dei pianetini sono astrometriche mentre quelle lunari sono invece apparenti alla data.

### Occultazioni asteroidali di notevole durata

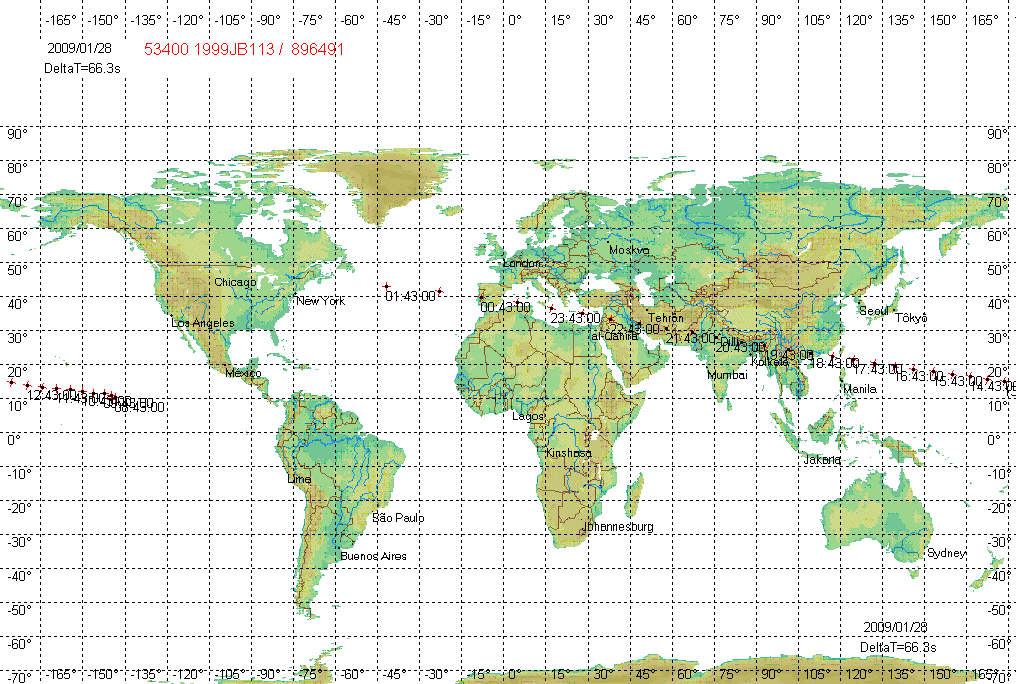
Ombra dell'asteroide 53400 1999 JB113 prevista occultante la stella 896491 nella notte fra il 28 e 29 gennaio 2009. Software di previsione: Solex 10.04.

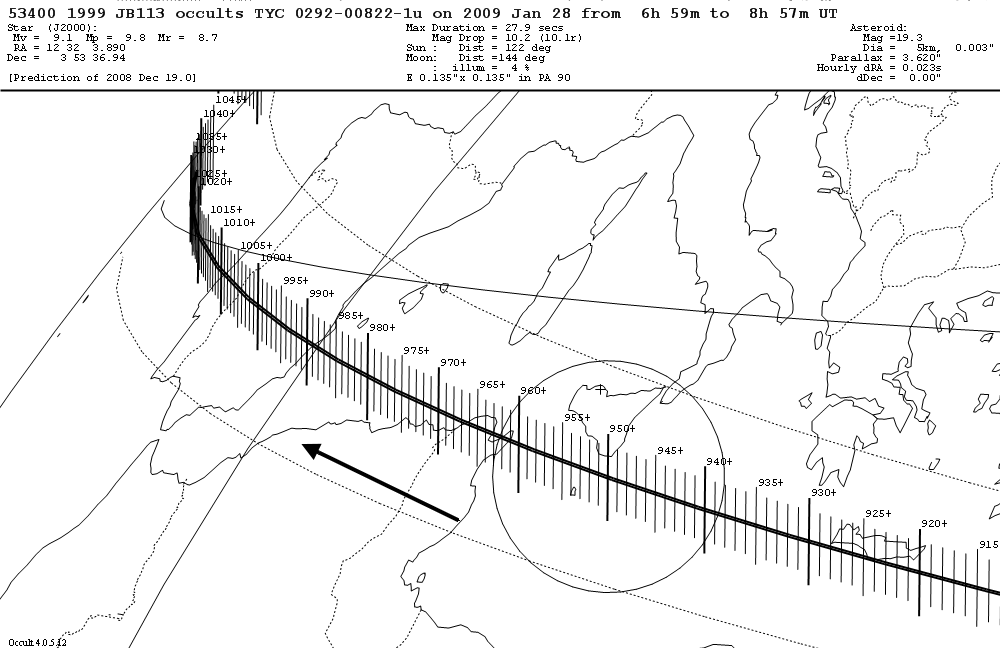
Occultazione asteroidale di lunga durata della stella TYC 0292-00822-1u da parte del pianetino 53400 1999 JB113. La freccia indica la direzione di moto dell'ombra mentre l'ellisse mostra il complessivo orientamento dell'incertezza per quei luoghi dove la probabilità che l'occultazione sia visibile è del 68%. Le linee tratteggiate poste immediatamente all'esterno delle linee d'ombra rappresentano il margine dell'errore nella previsione, chiamato 1-sigma. L'occultazione è prevista avere luogo il 28 gennaio 2009. Software di previsione: Occult 4.0.5.12

I fattori che concorrono a determinare la variazione della durata di una occultazione asteroidale, a parità di pianetino preso in esame, sono:
1. le dimensioni fisiche (reali) dell'asteroide
2. le dimensioni angolari (apparenti) dell'asteroide
3. il vettore che, osservato dalla superficie terrestre, risulta fra i componenti dei seguenti moti: assiale terrestre, traslazione della Terra attorno al Sole, traslazione dell'asteroide attorno al Sole.

I pianetini maggiori di solito danno luogo a occultazioni di notevole durata (anche molti minuti) a meno che il vettore (moto del pianetino - stella) non intercetti il disco del pianetino quasi tangenzialmente, nel qual caso le occultazioni saranno più o meno brevi. In talune circostanze il movimento angolare del pianetino può presentarsi così piccolo da contrastare l'effetto che ne conseguirebbe a volere considerare solo le sue dimensioni (reali o apparenti) e quindi produce dei fenomeni di lunga durata.
Nell'esempio illustrato per mezzo di una carta tecnica di lavoro si nota che l'asteroide (53400 1999 JB113) verso il 28 gennaio 2009 ha un movimento orario di 0,023 secondi in ascensione retta e di 0",00 in declinazione. Nonostante un diametro reale stimato di 5 km corrispondenti, alla distanza raggiunta, a un diametro angolare di 0",003 è previsto debba essere in grado di affievolire la luce di una stella (TYC 0292-00822-1u) per circa mezzo minuto. Il fenomeno dovrebbe interessare la Sicilia sebbene sia previsto che il suo svolgersi vada ben oltre il mar Mediterraneo. La carta porta altri valori come la magnitudine della stella, quella del pianetino e la caduta (drop) di luminosità espressa in magnitudini e decimi. Nel caso addotto come esempio la caduta di luminosità è prevista essere di ben 10 magnitudini.
Tuttavia gli studiosi di occultazioni non avvertono la specifica necessità di indirizzare i calcoli di previsione verso fenomeni così insoliti in quanto a volte i calcoli presentano occultazioni nelle quali il pianetino ha ragguardevoli dimensioni tali da produrre estinzioni della luce stellare di notevolissima durata e che di conseguenza andrebbe verificata anche da territori limitrofi al presunto "centro linea": vedi mappa.

### Occultazioni asteroidali visibili a occhio nudo
In questo caso, anch'esso speciale, la peculiarità dell'evento non è fissata dalla magnitudine dell'asteroide occultante, ma piuttosto di quella propria della stella occultata. Sono eventi piuttosto rari ad osservarsi se sono indispensabili (come, di fatto, avviene in pratica) le seguenti condizioni generali: 
1. fenomeno che interessi la sola terraferma abitata (quindi con esclusione di zone di mare, oppure impervie zone montuose o disabitate);
2. minimo disturbo arrecato dalla luce lunare;
3. durata apprezzabile del fenomeno;
4. ampiezza del corridoio d'ombra non troppo esigua o di troppo incerta determinazione causata da insufficiente conoscenza dei parametri orbitali.

Un buon esempio recente è l'occultazione dell'asteroide 472 Roma dell'8 luglio 2010 la cui ombra di oltre 50 km di ampiezza ha intersecato gran parte del territorio europeo dal Portogallo alla Russia. In tali casi speciali, dove è prevedibile una consistente partecipazione di studiosi o semplici astrofili, si dimostra fondamentale conoscere con congruo anticipo sul tempo quale sarà non solo la zona del cielo da osservare ma soprattutto le corrispondenti zone terrestri interessate dal percorso dell'ombra prodotta dal pianetino.

## Campagne di osservazioni
Le occultazioni lunari si conducono su base metodica da parte di alcuni Osservatori astronomici professionali e amatoriali distribuiti in modo da coprire adeguatamente il globo terrestre. The International Lunar Occultation Centre (ILOC) ha incaricato alcuni Osservatori astronomici giapponesi (da 3 a 5 unità) di espletare istituzionalmente, fra gli altri compiti, anche quello delle registrazioni di occultazioni lunari.
Per i satelliti di pianeti come Giove, Saturno e Urano non si può più parlare di metodicità giornaliera, come nel caso della Luna, in quanto a periodi di elevate quantità di occultazioni si alternano periodi di assenza delle stesse.
Nel caso dei satelliti di Giove si ha che nell'arco di circa 22 mesi sono compresi tre intervalli di tempo entro i quali la Terra e il Sole saranno sufficientemente prossimi al piano orbitale dei satelliti galileiani dando luogo ed eclissi ed occultazioni reciproche, i cosiddetti fenomeni mutui. Per indicare questi fenomeni si usa di solito l'abbreviazione PHEMUXX nella quale al posto delle XX si inseriscono le decine e le unità dell'anno al quale ci si riferisce. La grafia non è uniformata: una scrittura più corretta avrebbe dovuto essere PheMuXXXX. Così, ad esempio, le occultazioni ed eclissi mutue dei satelliti di Giove che iniziarono nel 2009 si indicano nei documenti più correttamente con PheMu2009.

### Tecniche di osservazione
Per osservare le occultazioni si possono utilizzare vari strumenti e tecniche: da quella più semplice e antica consistente nel guardare direttamente con l'occhio nell'oculare del telescopio tenendo in una mano un cronometro accuratamente regolato con una sorgente esterna di tempo campione, fino alle fotocamere CCD.
Di recente, sulla base di esperienze condotte su un congruo numero di confronti con il sensore CCD, i responsabili della IOTA hanno evidenziato che i risultati più accurati sarebbero quelli provenienti dalle riprese con videocamere accoppiate al telescopio.

## Astronomia professionale

### L'ente ILOC
Visto che lo scopo principale delle occultazioni lunari è quello di migliorare la conoscenza degli elementi orbitali della Luna e dei pianetini, è fondamentale che il lavoro dei singoli Osservatori astronomici afferisca ad un network che possa garantire un afflusso costante di dati all'interno di una banca dati centralizzata, per potere essere elaborati. Questa delicata fase del lavoro va sotto il nome di riduzione delle osservazioni. La riduzione viene espletata a livello mondiale da un solo ed unico Ufficio: The International Lunar Occultation Centre (ILOC), Astronomical Division, Hydrographic Department, Tokyo, Japan. La ILOC afferma che il lavoro delle osservazioni di occultazioni lunari viene espletato su scala mondiale da circa 1000 osservatori presenti in modo particolare negli Stati Uniti, nella Repubblica Ceca, in Australia ed in altre 30 nazioni; come è facile arguire, un ampio numero di osservatori è situato proprio nel territorio giapponese.

### L'ente IOTA
Se la riduzione è l'ultimo anello di una qualunque campagna di studio (in genere delimitata su scala annuale), il primo anello è il calcolo di previsione, anch'esso condotto su base annuale. Anche in questo caso vi è un solo ed unico Ente mondiale preposto: The International Occultation Timing Association (IOTA) il cui compito precipuo è quello di fornire assistenza generica (in genere documentale) ai singoli partecipanti come pure software specialistico, ed anche previsioni già eseguite su scala mondiale o continentale. Si noti come, nella pratica, ogni singolo Osservatorio venga incoraggiato dalla IOTA medesima a produrre analisi di previsione in proprio in quanto le occultazioni sono anzitutto, come detto, dei fenomeni topocentrici e, nel caso di occultazioni asteroidali, è di somma importanza assicurare che nei calcoli si introducano gli elementi orbitali più aggiornati e dunque vicini all'epoca di osservazione.

### "Riduzione" dei dati
La determinazione degli scarti numerici fra i valori osservati e quelli calcolati va sotto il nome di "riduzione". Nella loro complessità essi servono a definire il migliore profilo del bordo reale della Luna e, fino agli anni ottanta del Novecento, anche le correzioni da apportare ai Cataloghi stellari. Sulla rete Web sono facilmente accessibili alcune annate, dal 1995 al 2005, collocate presso il sito dell'Istituto Idrografico della Marina giapponese.

### Nota storica
Attorno agli anni trenta del Novecento, la raccolta centralizzata delle osservazioni delle occultazioni lunari fu affidata al Royal Greenwich Observatory che la mantenne fino al 1981, anno nel quale la competenza fu trasferita e affidata al Japanese Hydrographic Department. Nell'anno 2008 il citato Istituto Idrografico giapponese rese noto che non era più in grado di espletare la funzione di raccolta dei dati inerenti alle osservazioni; la IOTA comunicò alla comunità scientifica di accollarsene l'incarico a far data dal 1º settembre 2008. Contestualmente all'annuncio è da notare che l'archiviazione permanente dei dati raccolti (Collection strategy) è sotto la responsabilità del The Centre de Données astronomiques de Strasbourg esattamente presso Astronomical Date Centres of Vizier. I vantaggi di questo stato di fatto sono così riassumibili:
- Per la prima volta nella storia dell'astronomia le osservazioni sono conservate in un luogo più consono e con una aspettativa di migliore conservazione su lunghi periodi di tempo;
- Le osservazioni sono archiviate nel principale flusso afferente (main stream) dei dati astronomici a livello mondiale;
- In terzo luogo i dati saranno prontamente disponibili per chiunque ne abbia necessità.

Vi è da notare che per i primi tempi, esattamente dal 1º settembre 2008, l'americana IOTA raccoglierà i dati provenienti dalle Americhe, Australasia e Africa. Sono attese in un prossimo futuro le disposizioni di raccolta dei dati delle osservazioni provenienti da Europa e Giappone.

## Astronomia amatoriale
A partire dalla metà degli anni settanta del Novecento le classiche osservazioni lunari condotte al telescopio da parte dagli astronomi sono diminuite nella loro frequenza e rilevanza per via dei riflettori laser lasciati sul suolo lunare dalle missioni Apollo. Tali riflettori servono a misurare indirettamente le ineguaglianze del moto e la posizione della Luna. Un altro e più recente motivo del diminuito interesse è stato l'ottenimento di una migliore conoscenza delle quote del bordo lunare (missione spaziale SELENE Kaguya).
Come conseguenza delle motivazioni addotte e pubblicate dai responsabili della IOTA sarebbero in calo gli astrofili che osservano visivamente e fotograficamente le occultazioni lunari totali con profitto scientifico: d'altra parte una occasione per contribuire alla ricerca scientifica potrebbe provenire dallo studio delle radenti ma soprattutto dalle occultazioni di stelle da parte di asteroidi le quali, nel loro complesso, possono migliorare la conoscenza del vero profilo lunare e dell'orbita dell'asteroide. Se tuttavia gli osservatori si limitano agli astri più luminosi, il numero delle occultazioni decresce proporzionalmente. A volte gli astrofili osservano un pianeta che occulta una stella moderatamente brillante; oppure un pianeta occultato dalla Luna, ma l'interesse resta per lo più circoscritto fra gli astrofili.
Durante la fase di compilazione delle effemeridi di occultazioni asteroidali gli astronomi professionisti considerano deprecabile che taluni almanacchi redatti dagli stessi astrofili approntino le effemeridi classificandole in base ad un arbitrario e molto vago concetto di "interesse" che esse manifesterebbero; è invece ritenuta essere una valida linea guida selezionare le occultazioni asteroidali in base alla maggiore o minore facilità delle osservazioni.
Contrariamente al consolidato modus operandi della Sezione occultazioni dell'Unione Astrofili Italiani, va tenuto presente che nessuna associazione di astrofili fu mai ufficialmente autorizzata né dalla ILOC né dalla IOTA a raccogliere gli esiti delle osservazioni compiute dai singoli astrofili, a causa di oggettivi inconvenienti descrivibili in termini di tempo sprecato prima che i dati possano essere elaborati dai Centri di raccolta e per le possibili alterazioni e modifiche da parte di terze persone alle schede che contengono i dati delle osservazioni. Pertanto i risultati che anche gli astrofili conseguono vanno spediti a nome del singolo osservatore presso uno ed uno solo dei destinatari ufficialmente riconosciuti Proprio per evitare i lamentati abusi la IOTA ha deciso di recente di implementare nel programma Occult un apposito modulo da inviare a un indirizzo e-mail a cura del singolo studioso che a sua volta dovrà fornire una mail di riferimento.
Gli astrofili di lingua italiana, a parte qualche molto sporadico tentativo pionieristico, non annoverano una tradizione di calcolo autonomo, ma si avvalgono per le proprie osservazioni di una semplice ricopiatura delle previsioni degli studiosi Goffin e Preston.

## Programmi informatici
In questa sezione sono fornite sommarie informazioni sui programmi informatici che assolvono il principale compito di calcolare le occultazioni lunari ed anche asteroidali. Dall'elenco sono esclusi i programmi di proprietà ed uso esclusivo di enti di ricerca ed università. Sono anche esclusi i planetari software di generica progettazione sovente inaffidabili per ottenere risultati accurati.

### Occult
In ambito professionale, la International Occultation Association (IOTA) raccomanda l'utilizzo del programma (scritto nel linguaggio Visual C#) noto col nome di Occult del quale è stata verificata l'affidabilità generale in termini di pura previsione dei fenomeni con in più la possibilità di calcolare le "riduzioni" delle occultazioni, vale a dire di estrarre la differenza fra i dati numerici di calcolo e i valori dei tempi osservati strumentalmente. A partire dalla versione 4, con Occult è possibile attingere ad un archivio di dati, aggiornabile settimanalmente, di tutte le osservazioni "ridotte" e quindi con la migliore stima del profilo del lembo lunare. Sempre a iniziare dalla versione 4 non vengono più distribuiti insieme col programma sia i database stellari e sia la teoria dei movimenti planetari DE414/LE414 con la DE423/LE423 (ed altri importanti database fra i quali il profilo altimetrico lunare SELENE) i quali dovranno essere scaricati da internet a cura di chi fa ricerca scientifica per mezzo di un apposito pannello chiamato Maintenance - download data updates. A partire dalla versione 4.0.9.0 (pubblicata nel luglio 2010) il software è in grado di aggiornarsi automaticamente esonerando in tal modo lo studioso dal prelievo manuale dello speciale file di aggiornamento.
Il programma permette di esaminare un arco di tempo compreso fra l'anno -5.000 e l'anno +9.999 ricercando le occultazioni di stelle e pianeti da parte della Luna, di stelle da parte di asteroidi fornendo svariatissimi "formati" grafici e numerici di presentazione.

#### File di tipo interattivo
Con il programma Occult è anche possibile ottenere un particolare file di tipo HTML chiamato Interactive shadow map (mappa interattiva dell'ombra) di poco meno di 30 kB che è una elegante soluzione ai limiti operativi dell'altrettanto noto programma OccultWatcher perché in unico file è disponibile l'intero percorso dell'ombra sulla superficie terrestre. Ogni file è composto di tre distinte sezioni: l'intestazione (header) la parte finale (footer) che servono a costruire il planisfero terrestre e che perciò sono sempre di contenuto invariabile. Fra header e footer Occult scrive una sequenza numerica che è univoca per ogni occultazione (ed anche per le eclissi) la quale è utilizzata per disegnare una serie di percorsi curvilinei sovrapposti al planisfero terrestre proposto da Google.
Se, ad esempio, è necessario conoscere qualunque limite dell'ombra proiettata da un asteroide sulla superficie terrestre è sufficiente "spostarsi" su di essa usando il mouse senza bisogno di conoscere le coordinate dei vari luoghi. Per usufruire del servizio è necessario disporre di una connessione veloce a internet per permettere al codice inserito nel file html di interrogare in tempi brevi i server che ospitano Google Maps. Vi è la possibilità di scegliere la visione "da mappa", "da satellite" oppure "ibrida" oltre che variare la scala del planisfero fino ad ottenere zone ampie anche solo pochi chilometri quadrati della superficie della Terra interessata dall'ombra dell'asteroide.
Tramite Occult sono altresì possibili calcoli di numerosi altri eventi astronomici del nostro sistema solare contraddistinti da una complessiva elevata accuratezza.
Occult viene messo a disposizione della comunità scientifica senza oneri economici a carico del richiedente e già predisposto per il download gratuito del Catalogo Tycho-2 (64 MB) mentre altri cataloghi opzionali fra i quali il NOMAD del peso informatico di cento gigabyte oppure UCAC2 e UCAC3 dovranno essere richiesti e acquistati a parte.
Il programma funziona al 2011 solo su computer con sistema operativo Windows.

### Lunar Occultation Workbench
In ambito non professionale si ricorda il programma Lunar Occultation Workbench (LOW) della Nederlandse Vereniging van Waarnemers van Sterbedekkingen conosciuta fuori dai Paesi Bassi come DOA (Dutch Occultation Association - Associazione olandese di occultazioni). Si presenta relativamente meno complesso all'uso rispetto al citato Occult ma comparativamente più limitato. Per esempio le occultazioni calcolabili sono solo quelle della Luna e per queste ultime limitate a una singola località terrestre per ogni separata sessione di calcolo. A iniziare dalla versione 4 il programma effettua una ricognizione all'interno del computer sul quale è installato alla ricerca del programma Microsoft Excel che è necessario per salvare i risultati di calcolo. Qualora non fosse presente non è possibile salvare i dati se non in formato di puro testo txt. La Teoria dei movimenti planetari è basata sulla oramai obsoleta DE200: un elemento che, aggiunto all'imprescindibilità di Excel, concorre ad accrescere sia i limiti temporali della ricerca (pochissimi secoli prima e dopo l'epoca standard J2000.0) che una migliore universalità nell'uso rispetto al programma Occult della IOTA. Entro la fine del 2010 o nei primi mesi del 2011 il programmatore prevede l'uscita di una versione del programma in grado di calcolare le occultazioni lunari con il profilo della missione Kaguya.  Nel frattempo le occultazioni sono calcolabili con il classico database di Watts.

### OccultWatcher
A differenza dei sunnominati programmi (Occult e LOW), OccultWatcher, scritto da Hristo Pavlov, non esegue delle canoniche previsioni di occultazioni (esclusivamente asteroidali) ma si limita a interrogare appositi archivi informatici, per esempio quello della IOTA tenuto a cura dell'astronomo Steve Preston il quale raccoglie e tiene costantemente aggiornate le previsioni analitiche e grafiche delle occultazioni asteroidali previste per qualunque parte della Terra.
OccultWatcher necessita di una accurata messa a punto da parte dell'utilizzatore prima di uniformarsi al piano di lavoro dell'astronomo fra cui la scelta del feed (collegamento) da utilizzarsi nell'interrogazione tramite via telematica. Il programma permette di tenere costantemente sotto osservazione una sola località terrestre per volta e per un numero limitato di settimane dalla data corrente: non sono possibili ricerche nel passato.
Il responso giunge nel computer dell'utente in una forma grafica e numerica ma a condizione che questi sia stabilmente connesso ai server ftp che ospitano le previsioni già eseguite utilizzando il programma Occult di Dave Herald della IOTA. Pertanto OccultWatcher rielabora e ripropone in una sintetica veste ciò che trova presente in preordinate pagine Web: tale modo operativo evita allo studioso la consultazione "manuale" di specifici URL.
Secondo quanto dichiarato dall'Autore all'interno del sito del programma giunto alla versione 3.2 (anno 2010) vi sarebbero nel mondo più di 400 persone interessate a eseguire concrete osservazioni di occultazioni asteroidali e più di 1500 installazioni note di OccultWatcher.
Un oggettivo punto di forza del programma risiede nella possibilità di ottenere previsioni tramite l'uso di Cataloghi stellari che non sono disponibili "di serie" con Occult della IOTA ma che vanno richiesti e acquistati a parte e per di più di ragguardevoli dimensioni informatiche (alcuni gigabyte) come i Cataloghi UCAC2 e UCAC3.
OccultWatcher funziona al 2010 solo su sistemi operativi Windows.

### Solex(SOLar system integration by a fast EXtrapolation method)
Il software Solex pur non essendo stato scritto esplicitamente per le occultazioni di stelle è in grado di calcolarle.
A seconda delle finalità delle osservazioni esso può ritenersi un ausilio complementare all'uso di Occult oppure come un programma di emergenza in sostituzione dei comuni planetari.
In estrema sintesi si accennano ad alcune proprietà del Solex versione 10.2 (rev. 02) prendendo come parametro il software Occult versione 4.0.8.16 della IOTA, rimandando per maggiori dettagli e approfondimenti al manuale del Solex in lingua italiana.
Proprietà positive:
- Ricerca delle occultazioni multiple e reciproche fra qualunque corpo (o anche un corpo fittizio) del sistema solare all'epoca della data oppure in un qualunque equinozio standard;
- Possibilità di variare il valore finale oppure i coefficienti dell'algoritmo del ΔT;

Proprietà negative:
- Impossibilità di aggiornare il database degli asteroidi e quello delle comete (è di pertinenza dello sviluppatore);
- La versione "light", cioè per utenti non registrati, possiede un compendio del catalogo stellare Nomad limitato alla magnitudine 8,50 e un database (anch'esso volutamente limitato) di quello originale del Lowell Observatory contenente appena 30 000 asteroidi numerati;
- Impossibilità di ottenere una rappresentazione graficamente corretta del planisfero terrestre con sovrapposto i percorsi delle ombre dei corpi eclissati;
- Se l'asse centrale del cilindro di un'ombra non interseca la superficie terrestre le occultazioni non vengono scritte nei file *.OCC ma esse devono essere scoperte manualmente tramite il planetario accluso nel Solex;
- Non è presente alcun profilo del più probabile valore altimetrico delle asperità del bordo lunare.

In linea generale il programma non è utile per pianificare spedizioni per lo studio di occultazioni lunari radenti o di brevissima durata oppure di eclissi solari. Tuttavia a causa dell'elevata accuratezza di calcolo della posizione dei corpi celesti anche per epoche molto lontane dall'attuale lo rende utile nelle ricerche storiche e nell'archeoastronomia.

### LinOccult
Per il sistema operativo Linux vi è il programma LinOccult. Nel file di "Aiuto" di Occult versione 4.0.8.13 per Windows, l'autore rende noto che è in corso di sviluppo una versione scritta appositamente per Linux.
Per Apple Macintosh non sono noti programmi di calcolo specifici per le occultazioni.